# Olula de Castro
Olula de Castro ist ein Ort und eine spanische Gemeinde in der Comarca Filabres-Tabernas der Provinz Almería in der Autonomen Gemeinschaft Andalusien. Die Bevölkerung von Olula de Castro bestand im Jahr 2024 aus 181 Einwohnern. Zur Gemeinde gehört neben dem Hauptort die Ortschaft El Tallón Bajo.

## Geografie
Olula de Castro liegt im Landesinneren der Provinz Almería in einer Höhe von ca. 990 m. Die Provinzhauptstadt Almería liegt in etwa 50 Kilometer südlicher Entfernung. 

## Bevölkerungsentwicklung
| Jahr      | 1970 | 1981 | 1991 | 2001 | 2011 | 2021 |
| Einwohner | 503  | 322  | 233  | 189  | 200  | 190  |

## Sehenswürdigkeiten
- Marienkirche (Iglesia de Nuestra Señora del Patrocinio)

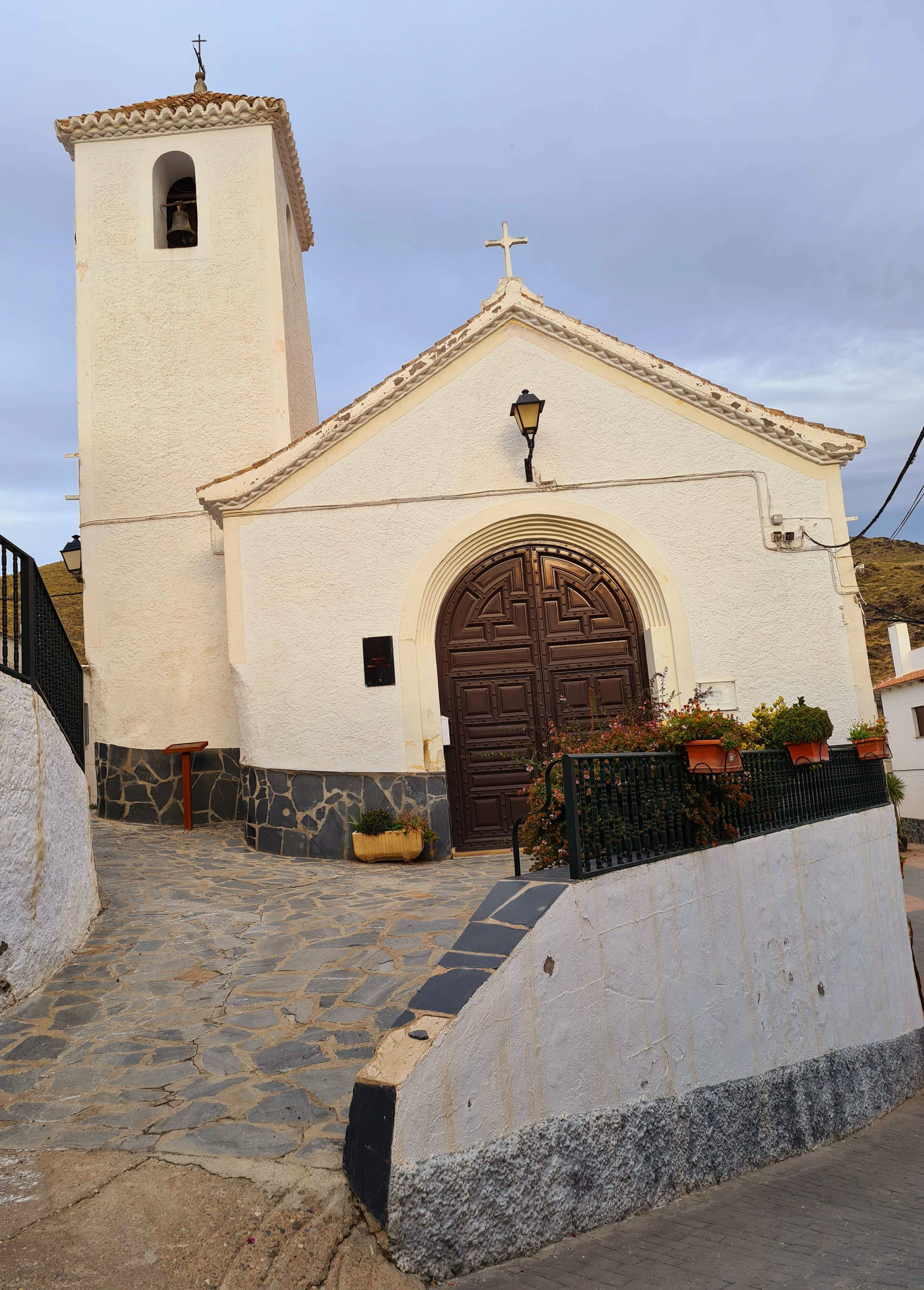
Marienkirche
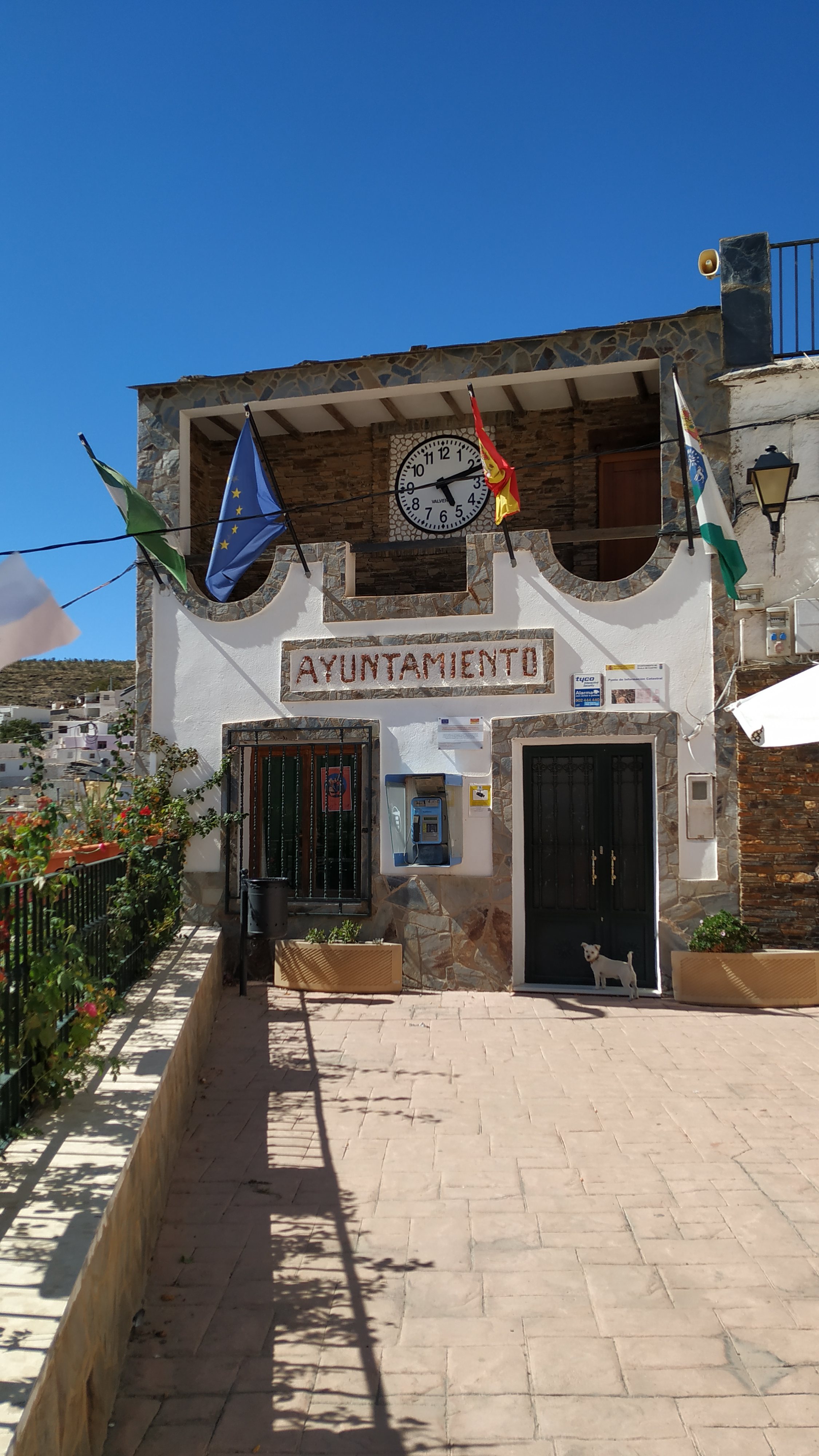
Rathaus